# Stéphane Goudet
Pour les articles homonymes, voir Goudet (homonymie).
Stéphane Goudet est un  critique de cinéma et universitaire français. Il a participé en tant que critique à la revue Positif. Il est enfin maître de conférences en cinéma à l'université Paris I Panthéon-Sorbonne et est auteur d'ouvrages sur le cinéma et notamment Jacques Tati, sur lequel il a écrit une thèse en 2000 et a été commissaire de l'exposition à la Cinémathèque française aux côtés de Macha Makeïeff. Il a été membre du « Club des 13 ».
Il est directeur artistique du cinéma "Le Méliès" de Montreuil (Seine-Saint-Denis) depuis janvier 2002.

## Publications
- Playtime avec François Ede. Editions Cahiers Du Cinema, Paris, 2002,  (ISBN 286642333X)
- Jacques Tati, de François le facteur à Monsieur Hulot, Editions Cahiers Du Cinema, Paris, 2002,  (ISBN 2866423402)
- Buster Keaton, Editions Cahiers Du Cinema, Coll. Les grands cinéastes, Paris, 2008,  (ISBN 2866425251)

## Sources et liens
- Interview de Stéphane Goudet publiée par Objectif Cinéma.
- Intervention lors de la table ronde Création, production, diffusion : quelles relations ? dans le cadre des rencontres « Où va le cinéma ? » organisées par le Centre Pompidou le 6 décembre 2008, à Paris.
- Site du master Digital, Médias et Cinéma de Paris I, codirigé par Stéphane Goudet : www.master-dmc.fr.